# Ernesto Mejía
Ernesto Antonio Mejía Alvarado (Guanare, 2 de diciembre de 1985) es un beisbolista profesional venezolano que juega en la posición de primera base, participa en la Liga Venezolana de Béisbol Profesional con las Águilas del Zulia.
Si bien sus inicios fueron con los Navegantes del Magallanes, llegó en el año 2009 al equipo rapaz junto con el infielder Wladimir Sutil a cambio del infielder Andrés Eloy Blanco.

## Premios
2008-09
- Jugador más valioso
- Novato del Año

2009-10
- Novato del Año[1]

2012-13
- Jugador más valioso[1]
- Productor del Año